# Neomonoceratina entomon
Neomonoceratina entomon is een mosselkreeftjessoort uit de familie van de Schizocytheridae. De wetenschappelijke naam van de soort is voor het eerst geldig gepubliceerd in 1890 door Brady.